# Karate ai Giochi della XXXII Olimpiade - Kata femminile
La gara di Kata femminile, specialità del Karate ai Giochi della XXXII Olimpiade, si è svolta il 5 agosto 2021 presso il Nippon Budokan di Tokyo. Vi hanno partecipato 10 atlete in rappresentanza di altrettanti paesi.

## Formato
Le concorrenti sono state divise in due gruppi da 5 atlete ciascuno e si sono alternate nell'esecuzione di due serie di kata nel turno di eliminazione. Le prime tre concorrenti per punteggio medio in ciascun gruppo hanno avuto accesso al turno di classifica, dove hanno eseguito una terza serie di kata. La vincitrice del gruppo A ha affrontato la vincitrice del gruppo B nella finale per la medaglia d'oro. Sono state assegnate due medaglie di bronzo nelle gare di kata. La seconda classificata del gruppo A ha affrontato la terza classificata del gruppo B nella finale per la medaglia di bronzo, mentre la seconda classificata del gruppo B ha affrontato la terza classificata del gruppo A in un'altra finale per la medaglia di bronzo.

## Risultati

### Finali

#### Finale per il primo posto
| Pos. | Atleta 1       | Punteggio     | Atleta 2      | Pos. |
| ---- | -------------- | ------------- | ------------- | ---- |
|      | Sandra Sánchez | 28.06 – 27.88 | Kiyou Shimizu |      |

#### Finali per il terzo posto
| Pos. | Atleta 1       | Punteggio     | Atleta 2        | Pos. |
| ---- | -------------- | ------------- | --------------- | ---- |
|      | Grace Lau      | 26.94 – 26.52 | Dilara Bozan    | 4    |
| 5    | Sakura Kokumai | 25.40 – 26.48 | Viviana Bottaro |      |

### Fase a eliminazione e a classifica

#### Pool A
| Atleta                | Fase a eliminazione | Fase a eliminazione | Fase a eliminazione | Fase a eliminazione | Fase a classifica | Fase a classifica | Fase a classifica    |
| Atleta                | 1º Kata             | 2º Kata             | Med.                | Pos.                | 3º Kata           | Pos.              | Qualificazione       |
| --------------------- | ------------------- | ------------------- | ------------------- | ------------------- | ----------------- | ----------------- | -------------------- |
| Sandra Sánchez        | 27.26               | 27.60               | 27.43               | 1Q                  | 27.86             | 1Q                | Finale per l'oro     |
| Grace Lau             | 25.68               | 26.62               | 26.15               | 2 Q                 | 26.40             | 2 q               | Finale per il bronzo |
| Sakura Kokumai        | 25.42               | 26.08               | 25.75               | 3 Q                 | 25.54             | 3 q               | Finale per il bronzo |
| Jasmin Jüttner        | 24.42               | 24.16               | 24.29               | 4                   | DNA               | DNA               | DNA                  |
| Puleksenija Jovanoska | 23.80               | 24.00               | 23.90               | 5                   | DNA               | DNA               | DNA                  |

#### Pool B
| Atleta            | Fase a eliminazione | Fase a eliminazione | Fase a eliminazione | Fase a eliminazione | Fase a classifica | Fase a classifica | Fase a classifica    |
| Atleta            | 1º Kata             | 2º Kata             | Med.                | Pos.                | 3º Kata           | Pos.              | Qualificazione       |
| ----------------- | ------------------- | ------------------- | ------------------- | ------------------- | ----------------- | ----------------- | -------------------- |
| Kiyou Shimizu     | 27.40               | 28.00               | 27.70               | 1 Q                 | 27.86             | 1 Q               | Finale per l'oro     |
| Viviana Bottaro   | 25.54               | 25.60               | 25.57               | 2 Q                 | 26.46             | 2 q               | Finale per il bronzo |
| Dilara Bozan      | 24.46               | 25.06               | 24.76               | 3 Q                 | 25.78             | 3 q               | Finale per il bronzo |
| Alexandra Feracci | 24.32               | 24.48               | 24.40               | 4                   | DNA               | DNA               | DNA                  |
| Andrea Anacan     | 23.46               | 23.78               | 23.62               | 5                   | DNA               | DNA               | DNA                  |